# Pegomya quadralis
Pegomya quadralis är en tvåvingeart som beskrevs av Huckett 1965. Pegomya quadralis ingår i släktet Pegomya och familjen blomsterflugor. Inga underarter finns listade i Catalogue of Life.